# 阿沙河 (施瓦察赫河支流)
49°21′29″N 12°21′51″E / 49.358116°N 12.364155°E

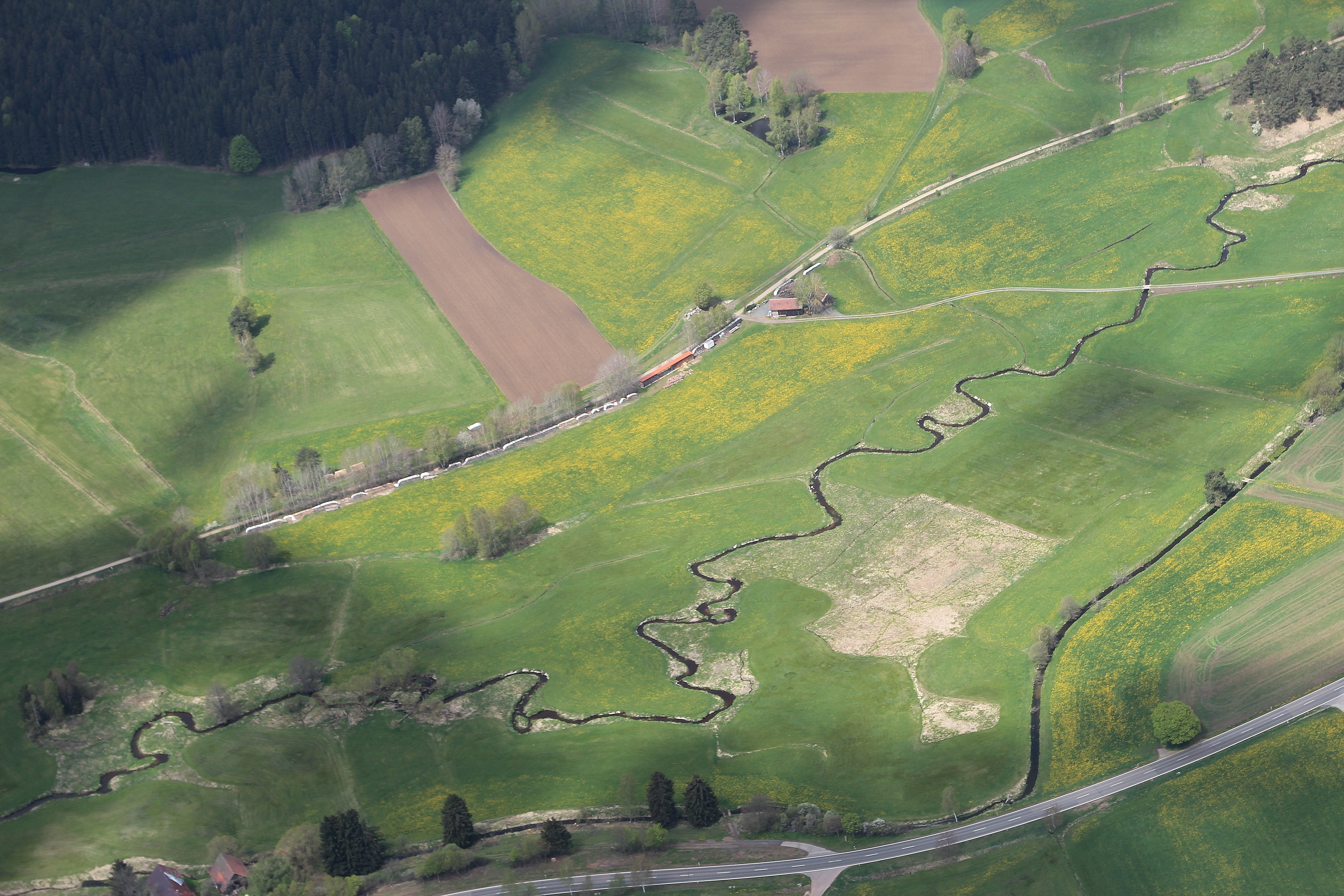

阿沙河（德語：Ascha），是德國的河流，位於該國東南部，由巴伐利亞負責管轄，屬於施瓦察赫河的右支流，河道全長41.8公里，流域面積98.8平方公里。